# هارالد اسپورل
هارالد اسپورل (انگلیسی: Harald Spörl؛ زادهٔ ۳۱ اکتبر ۱۹۶۶) بازیکن فوتبال اهل آلمان است.
از باشگاه‌هایی که در آن بازی کرده‌است می‌توان به باشگاه فوتبال روت وایس اهلن و باشگاه فوتبال هامبورگ اشاره کرد.